# Округ Вашингтон (Северна Каролина)
Округ Вашингтон (енгл. Washington County) је округ у америчкој савезној држави Северна Каролина.

## Демографија
По попису из 2010. године број становника је 13.228, што је 495 (-3,6%) становника мање него 2000. године.
| Група             | 2000.         | 2010.         |
| Белци             | 6.555 (47,8%) | 5.998 (45,3%) |
| Афроамериканци    | 6.716 (48,9%) | 6.587 (49,8%) |
| Азијати           | 44 (0,3%)     | 38 (0,3%)     |
| Хиспаноамериканци | 311 (2,3%)    | 466 (3,5%)    |
| Укупно            | 13.723        | 13.228        |